# Селник
Селник (на македонска литературна норма: Селник) е село в община Царево село на Северна Македония.

## География
Селото се намира в областта Осоговия в южното подножие на планината Осогово до границата с Република България.

## История
Църквата „Света Петка“ („Света Параскева“) е от XIII–XIV век.
В началото на XX век Селник е село в Малешевската каза на Османската империя. Според статистиката на Васил Кънчов („Македония. Етнография и статистика“) в 1900 година Селник е малко село със 120 души жители българи християни.
Цялото християнско население на селото е под върховенството на Българската екзархия. По данни на секретаря на екзархията Димитър Мишев („La Macédoine et sa Population Chrétienne“) в 1905 година в Селник има 112 българи екзархисти.
Според преброяването от 2002 година селото има 28 жители, всички северномакедонци. Преброяването през 2021 година, обявява селото като изоставено.

## Личности
Родени в Селник
- Мите Георгиев Витанов (1878 - ?), български революционер, деец на Вътрешната македоно-одринска революционна организация
- Траян Гоцевски (р. 1950), северномакедонски икономист и политик

Починали в Селник
- Петко Вълчев Даскалов, български военен деец, младши подофицер, загинал през Междусъюзническа война[6]
- Трайко Кюрчанов (1872 – 1913), български революционер